# Reichsbanner Schwarz-Rot-Gold
La Reichsbanner Schwarz-Rot-Gold (abrégée en Reichsbanner), est une organisation paramilitaire et militante créée le 24 février 1924 à Magdebourg et composée initialement d'anciens combattants ayant pour objectif de lutter pour la défense de la république de Weimar.

## Histoire
L'organisation est fondée en février 1924 par les partis membres de la coalition de Weimar et leurs syndicats. Le nom choisi signifie « La bannière noire, rouge et jaune du Reich ».
Son objectif était de défendre la République des menaces issues de l'extrême gauche et de l'extrême droite, qui pesaient sur elle à l'époque. L'organisation servait également d'association des vétérans de la Première Guerre mondiale.
La création du groupe est incitée par le putsch de la Brasserie quelques mois auparavant, où des organisations para-militaires comme la SA avait joué un rôle de premier plan.
Elle compte jusqu'à trois millions de membres réservistes prêts à prendre les armes pour défendre les institutions en cas de menace imminente.
Elle est dissoute en 1933 lors de l'arrivée des nazis au pouvoir. Ses anciens membres continuent de se rencontrer de manière illégale. Une partie importante de la résistance issue du camp social-démocrate fait partie de l'organisation. Theodor Haubach mène le groupe à Berlin, et Walter Schmedemann à Hambourg.
La Reichsbanner a été rétablie en 1953 comme une association d'éducation politique. Son slogan est : « Pour la démocratie et la République — depuis 1924 ».